# Sororarchibracon mandibularis
Sororarchibracon mandibularis är en stekelart som först beskrevs av Charles Thomas Brues 1924.  Sororarchibracon mandibularis ingår i släktet Sororarchibracon och familjen bracksteklar. Inga underarter finns listade i Catalogue of Life.